# 吉野隆
吉野 隆（よしの たかし、1952年1月4日 - ）は、日本の実業家。インフォコム株式会社代表取締役社長CEOや、東邦テナックス株式会社代表取締役社長を務めた。

## 人物・経歴
大分県生まれ。1970年大分県立大分上野丘高等学校卒業。1974年九州大学工学部を下から2番目の成績で卒業し、教授の推薦で帝人に入社。1998年帝人システム事業企画管理部長。2000年帝人IT企画室長。2001年インフォコム取締役。2003年インフォコムCMO/CTO。2004年インフォコムナレッジマネジメント本部長。2005年インフォコムCSO。
2006年からインフォコム代表取締役社長CEOとして構造改革にあたったのち、帝人グループ執行役員を経て、2012年帝人炭素繊維・複合材料事業本部長補佐。2014年からは帝人グループ常務執行役員と兼務して東邦テナックス代表取締役社長を務め、事業のグローバル化を進めるなどした。